# Idotea balthica
Espèce
Idotea balthica est une espèce de crustacés de l'ordre des isopodes.
Elle acquiert son surnom d'« abeille des mers » en 2022 lorsqu’une étude met en évidence son rôle de pollinisateur transportant les gamètes mâles de l'algue rouge Gracilaria gracilis (Gracilaire gracile),.

## Distribution
Idotea balthica a une large distribution géographique, recouvrant la zone économique belge, les îles britanniques, la baie de Cobscook, la zone économique néerlandaise, les eaux européennes, la zone économique grecque, le golfe du Maine, Knokke, l'Atlantique Nord-Ouest, la mer Rouge, le Voordelta, la côte ouest de la Norvège, Wimereux et la mer Noire.

## Description
Le mâle, plus grand que la femelle, peut atteindre 4 centimètres de long. La couleur du corps est extrêmement variable, alliant un fond vert kaki à des motifs noirs et argentés ; la femelle est généralement plus foncée. L'espèce peut être distinguée des autres idotéidés par la forme du telson, qui est caréné dorsalement avec des côtés droits chez I. balthica et a une protubérance distincte à l'extrémité

## Écologie

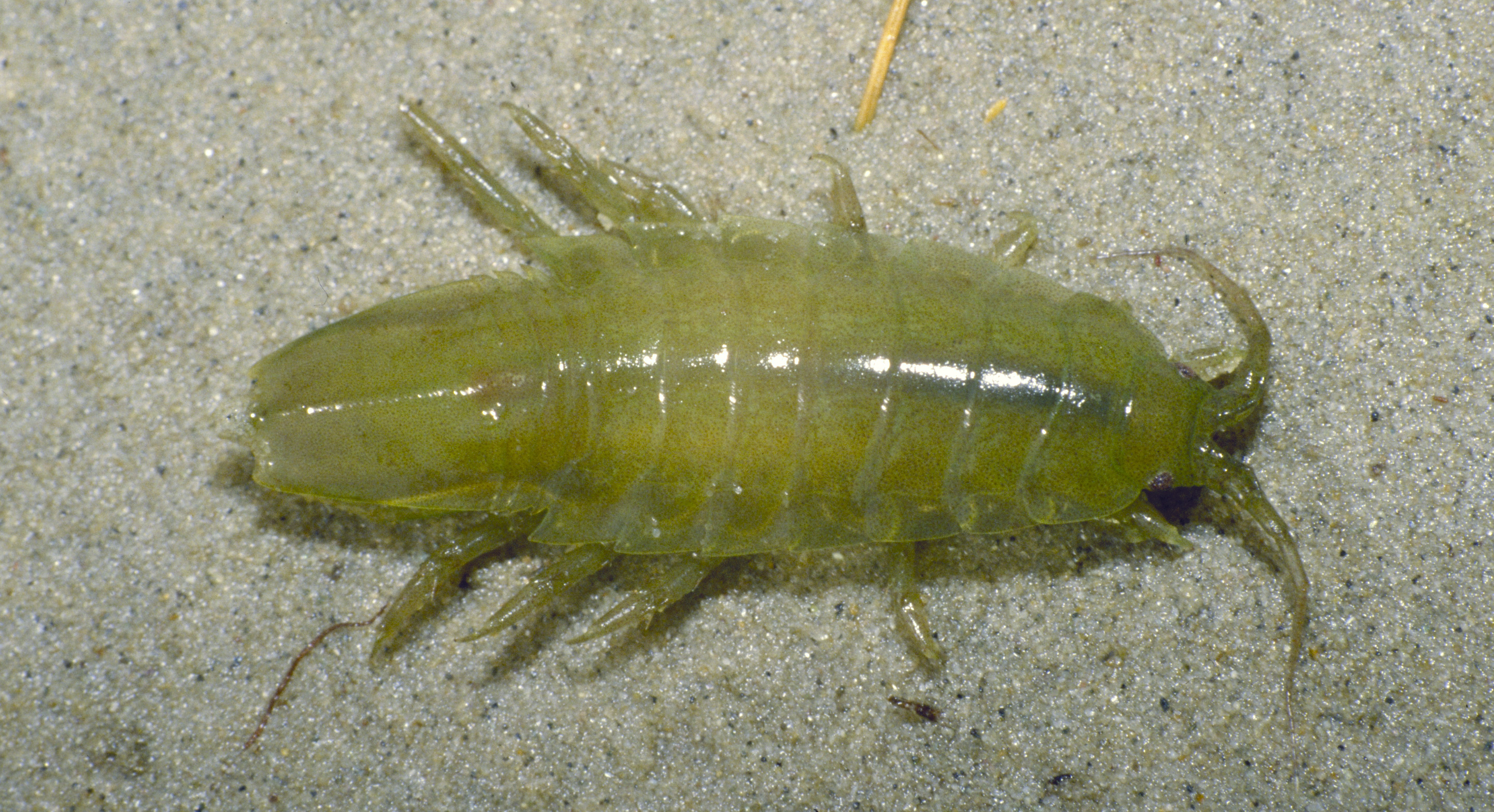

Les adultes sont potentiellement omnivores, mais se nourrissent principalement de différents types de végétation. Dans la Baltique, il s'agit notamment d'algues brunes (Fucus spp., Elachista fucicola, Pylaiella littoralis (en)), d'algues vertes (Cladophora glomerata, Ulva spp.), et de phanérogames (Stuckenia pectinata, Ruppia spp., Zostera marina).
Dans la Baltique, I. balthica préfère Fucus vesiculosus, une algue marine, comme plante hôte plutôt que d'autres algues et plantes vasculaires. Les parties apicales et basales de F. vesiculosus diffèrent comme nourriture et comme abri, les mâles grandissant plus vite lorsqu'ils sont nourris avec les parties apicales alors que les femelles grandissent aussi bien avec les deux.

## Systématique
Le nom valide complet (avec auteur) de ce taxon est Idotea balthica (Pallas, 1772).
L'espèce a été initialement classée dans le genre Oniscus sous le protonyme Oniscus balthicus Pallas, 1772.
Idotea balthica a pour synonymes :
- Idotea balthica subsp. basteri Audouin, 1826
- Idotea balthica subsp. stagnea Tinturier-Hamelin, 1960
- Idotea balthica subsp. tricuspidata Desmarest, 1823
- Idotea basteri Audouin, 1826
- Idotea marina (Linnaeus, 1758)
- Idotea pusilla Eichwald, 1842
- Idotea sarsi Collinge, 1917
- Idotea tricuspidata Desmarest, 1823
- Idotea tricuspidata Kröyer
- Idotea tridentata Latreille, 1806
- Idotea variegata Roux, 1830
- Idothea baltica (Pallas, 1772)
- Oniscus balthicus Pallas, 1772
- Oniscus marinus Linnaeus, 1758
- Oniscus tridens Scopoli, 1763
- Stenosoma irrorata Say, 1818
- Stenosoma pusillum Eichwald, 1834